# Riforma economica sovietica del 1965
La Riforma economica del 1965 detta anche Riforma Kosygin, fu un tentativo di riforma attuata dal primo ministro Aleksej Kosygin. La riforma interessava la pianificazione e la gestione economica; la riforma era caratterizzata dall'introduzione di metodi capitalistici di gestione, da una maggiore indipendenza economica delle imprese, delle associazioni e delle organizzazioni, e l'ampio uso di metodi di incentivi materiali.

## Motivazione della riforma
La riforma è stata avviata a causa della crescente complessità delle relazioni economiche, che ha ridotto l'efficacia della programmazione economica, e dal desiderio di sfruttare maggiormente la crescita economica. È stato riconosciuto che l'attuale sistema di pianificazione non motivava le imprese a raggiungere elevati obiettivi o di introdurre innovazioni organizzative o tecniche. Le idee fondamentali della riforma furono pubblicate in un articolo dal professor Evsei Liberman dell'Istituto Charkiv di Ingegneria ed Economia. Questo lavoro ha segnato l'inizio di un ampio dibattito economico sulla stampa sovietica, e disegnò ampia critica. Diversi esperimenti economici furono avviati per verificare le proposte di Liberman. I riformatori chiedevano maggiore libertà per le imprese individuali dai comandi esterni e cercarono di trasformare gli obiettivi delle imprese economiche per aumentare i profitti.

## Esecuzione
Il primo ministro Aleksej Kosygin sostenne le proposte di Liberman e riuscì ad inserirle in un programma di riforma economica generale approvato nel settembre 1965. Questa riforma prevedeva l'abolizione dei consigli economici regionali di Chruščёv (Sovnarchozy) a favore di resuscitare i ministeri industriali centrali dell'era di Stalin. La riforma fu attuata dal Comitato Centrale del Partito Comunista dell'Unione Sovietica e dal Consiglio dei ministri. Si trattava di cinque "gruppi di attività":
- Le imprese divennero le maggiori unità economiche.
- Il numero di obiettivi politici fu ridotto da 30 a 9: la produzione totale agli attuali prezzi all'ingrosso, la trasformazione dei prodotti più importanti in unità fisiche, la massa salariale, i profitti totali e della redditività, espressa come rapporto fra l'utile di immobilizzazioni e capitale circolante normalizzato; i versamenti al bilancio e gli stanziamenti a carico del bilancio; totale obiettivi di investimento di capitale per l'introduzione di nuove tecnologie, il volume di fornitura di materie prime e attrezzature.
- L'indipendenza economica delle imprese. Le imprese erano tenute a determinare la gamma dettagliata e la varietà dei prodotti, utilizzando i propri fondi per investire nella produzione, stabilire accordi contrattuali a lungo termine con fornitori e clienti e determinare il numero del personale.
- Di importanza chiave erano gli indicatori integrati di efficienza economica della produzione - gli utili e la redditività. C'era l'opportunità di creare un certo numero di fondi in base al costo dei profitti - fondi per lo sviluppo della produzione, incentivi materiali, alloggio, ecc. All'impresa è stato permesso di utilizzare i fondi a sua discrezione.
- Prezzi: i prezzi di vendita all'ingrosso ora dovevano essere redditizi.

## Risultati
A causa dell'opposizione interna del partito e di dirigenti economici locali e centrali troppo prudenti, la riforma non riuscì completamente. Gli stipendi dei cittadini sovietici aumentarono di 2,5 volte durante le riforme, ed aumentarono notevolmente i beni di consumo e gli elettrodomestici.